# Saint-Martin-d'Estréaux
Saint-Martin-d'Estréaux är en kommun i departementet Loire i regionen Auvergne-Rhône-Alpes i centrala Frankrike. Kommunen ligger i kantonen La Pacaudière som tillhör arrondissementet Roanne. År 2022 hade Saint-Martin-d'Estréaux 850 invånare.

## Befolkningsutveckling
Antalet invånare i kommunen Saint-Martin-d'Estréaux
| Referens: INSEE |